# Старо Брезє
Старо Брезє (словен. Staro Brezje) — поселення в общині Кочев'є, регіон Південно-Східна Словенія, Словенія. Висота над рівнем моря: 814,5 м.